# 14154 Negrelli
A 14154 Negrelli (ideiglenes jelöléssel 1998 SZ106) a Naprendszer kisbolygóövében található aszteroida. A LINEAR projekt keretében fedezték fel 1998. szeptember 26-án.